# Brushit
Brushit (auch Epiglaubit) ist ein selten vorkommendes Mineral aus der Mineralklasse der „Phosphate, Arsenate und Vanadate“. Es kristallisiert im monoklinen Kristallsystem mit der chemischen Zusammensetzung Ca[PO3(OH)]·2H2O, ist also ein wasserhaltiges, basisches Calcium-Phosphat bzw. das Dihydrat von Calciumhydrogenphosphat.
Brushit entwickelt meist prismatische Kristalle mit nadeligem oder tafeligem Habitus bis etwa zwei Zentimeter Größe. Unverletzte Oberflächen weisen einen glasähnlichen Glanz auf, Spaltflächen schimmern dagegen eher perlmuttähnlich. Selten tritt Brushit auch in blättrigen oder pulvrig-erdigen, matten Mineral-Aggregaten auf. In reiner Form ist das Mineral farblos und durchsichtig. Durch vielfache Lichtbrechung aufgrund von Gitterbaufehlern oder polykristalliner Ausbildung kann es aber auch weiß erscheinen und durch Fremdbeimengungen eine hellgelbe Farbe annehmen, wobei die Transparenz entsprechend abnimmt.
Mit einer Mohshärte von 2,5 gehört Brushit zu den weichen Mineralen, die sich leichter als das nächstliegende Referenzmineral Calcit (3) mit einer Kupfermünze ritzen lassen.

## Etymologie und Geschichte
Erstmals entdeckt wurde das Mineral in Guano auf der von Venezuela beanspruchten Insel Aves (spanisch Isla de Aves, „Vogel-Insel“) und 1856 durch Charles Upham Shepard zunächst als Epiglaubit bezeichnet, allerdings nur unvollständig beschrieben. Eine wissenschaftlich präzise Beschreibung folgte 1865 durch Gideon Emmet Moore (1842–1895), der das Mineral nach dem US-amerikanischen Mineralogen George Jarvis Brush benannte. In Knochen hatte der deutsche Mediziner und Bonner Orthopädie-Professor Karl Joachim Münzenberg (* 1931) Brushit erstmals entdeckt.

## Klassifikation
In der veralteten 8. Auflage der Mineralsystematik nach Strunz gehörte der Brushit zur Mineralklasse der „Phosphate, Arsenate, Vanadate“ und dort zur Abteilung „Wasserhaltige Phosphate, Arsenate und Vanadate ohne fremde Anionen“, wo er gemeinsam mit Churchit und Pharmakolith in der „Brushit-Reihe“ mit der Systemnummer VII/C.15b steht.
In der zuletzt 2018 überarbeiteten Lapis-Systematik nach Stefan Weiß, die formal auf der alten Systematik von Karl Hugo Strunz in der 8. Auflage basiert, erhielt das Mineral die System- und Mineralnummer VII/C.25-010. Dies entspricht der Klasse der „Phosphate, Arsenate und Vanadate“ und dort der Abteilung „Wasserhaltige Phosphate, ohne fremde Anionen“, wo Brushit zusammen mit Churchit-(Dy) (D), Churchit-(Nd) (D), Churchit-(Y) und Pharmakolith eine unbenannte Gruppe mit der Systemnummer VII/C.25 bildet.
Die von der International Mineralogical Association (IMA) zuletzt 2009 aktualisierte 9. Auflage der Strunz’schen Mineralsystematik ordnet den Brushit in die Klasse der „Phosphate, Arsenate und Vanadate“ und dort in die Abteilung „Phosphate usw. ohne zusätzliche Anionen; mit H2O“ ein. Hier ist das Mineral in der Unterabteilung „Ausschließlich mit großen Kationen“ zu finden, wo es zusammen mit Ardealit, Churchit-(Y) und Pharmakolith die „Churchitgruppe“ mit der Systemnummer 8.CJ.50 bildet.
In der vorwiegend im englischen Sprachraum gebräuchlichen Systematik der Minerale nach Dana hat Brushit die System- und Mineralnummer 39.01.01.01. Das entspricht der Klasse der „Phosphate, Arsenate und Vanadate“ und dort der Abteilung „Wasserhaltige saure Phosphate etc.“. Hier findet er sich innerhalb der Unterabteilung „Wasserhaltige saure Phosphate etc., A+[HXO4] × x(H2O)“ in einer unbenannten Gruppe mit der Systemnummer 39.01.01, in der auch Pharmakolith eingeordnet ist.

## Kristallstruktur
Brushit kristallisiert monoklin in der Raumgruppe A2/a (Raumgruppen-Nr. 15, Stellung 2) mit den Gitterparametern a = 6,24 Å; b = 15,18 Å; c = 6,36 Å und β = 125,4° sowie 4 Formeleinheiten pro Elementarzelle.

## Eigenschaften
Brushit ist piezoelektrisch, baut also ähnlich wie der bekannte Quarz bei wechselnder, elastischer Verformung eine elektrische Spannung auf. In Salzsäure (HCl) ist er leicht löslich.

## Bildung und Fundorte
Brushit bildet sich überwiegend in Guano-Lagerstätten, kann aber auch Bestandteil von Harnsteinen sein sowie als sekundäre Bildung auf menschlichen und tierischen Knochen auftreten. Begleitminerale sind unter anderem Ardealit, Gips, Hydroxylapatit, Tanarakit und Variscit.
Als seltene Mineralbildung konnte Brushit nur an wenigen Fundorten nachgewiesen werden, wobei bisher (Stand 2014) rund 80 Fundorte als bekannt gelten. Neben seiner Typlokalität, der Insel Aves, fand man das Mineral in Venezuela noch in der „Cueva de San Sebastián“ im Bundesstaat Aragua sowie in der „Cueva Ricardo Zuloaga“ und der „Cuevo del Indio“ im Bundesstaat Miranda.
In Deutschland wurde Brushit unter anderem am Lüneburger Kalkberg in Niedersachsen, in der Zinkhütte Birkengang (auch Friedrich-Wilhelm-Hütte) bei Aachen und auf den Schlackehalden einer Kupferhütte bei Kall in Nordrhein-Westfalen, bei Schneeberg und im Pawel-Gang bei Oberschlema im sächsischen Erzgebirge und in der Grube „Jeremias Glück“ (Feengrotten) bei Garnsdorf in Thüringen gefunden.
In Österreich kennt man das Mineral bisher vor allem aus Kärnten, wo er unter anderem am „Kleinelend Gletscher“ (Kleinelend-Tal) und in Gesteinsproben aus dem Kaponig-Tunnel-Bau im Mölltal in der Ankogelgruppe sowie an einigen Fundpunkten bei Lanisch im zur Hafnergruppe gehörenden Pöllatal. Daneben ist auch je ein Fundpunkt bei Türnitz im Mostviertel und am Weinberg bei Amstall im Bezirk Krems-Land in Niederösterreich, die Windischkopf-Bärenhöhle bei Tenneck (Gemeinde Werfen) in Salzburg und die Grube „Roßblei“ (oder Rossblei) auf der Eschach Alp im Obertal nahe der Gemeinde Rohrmoos-Untertal in der Steiermark bekannt.
In der Schweiz trat Brushit bisher nur in der Burgdorfer Kirche im Berner Emmental und in der Payerneer Kirche im Kanton Waadt zutage, wo er bei Ausgrabungen 1968–1969 bzw. in den 1950ern auf menschlichen Knochen gefunden wurde.
Weitere Fundorte liegen unter anderem in Algerien, der Antarktis, Australien, den Bahamas, den British West Indies, Dänemark, Frankreich, Italien, Japan, Kanada, Kenia, Kiribati, Malaysia, Marokko, Mexiko, Namibia, Puerto Rico, Réunion, Rumänien, Russland, der Slowakei, Spanien, Südafrika, Ungarn, im Vereinigten Königreich (UK) und den Vereinigten Staaten von Amerika (USA).

### Organische Bildung
Brushit kann durch Ausfällung aus dem Urin in den ableitenden Harnwegen entstehen und so zu Harnsteinen führen. Da Brushit jedoch sehr gut löslich ist, tritt dieses Mineral eher selten in Harnsteinen auf. Voraussetzungen sind ein hoher Calcium-Gehalt im Urin und ein pH-Wert zwischen 6,5 und 6,8. Höhere pH-Werte führen zur Entstehung von (Ca3(PO4)2), bei stärker sauren Verhältnissen steigt die Löslichkeit stark an. Medizinisch zählen Brushit-Steine zu den harten Steinen, die relativ schwierig zu behandeln sind und kaum durch eine Extrakorporale Stoßwellenlithotripsie zerstört werden können. Außerdem neigen sie schnell zu Rezidiven.
Brushit kann auch an der Entstehung von Zahnstein beteiligt sein.
Aus zahnmedizinischer Sicht hat Brushit Bedeutung in der Schmelzätztechnik bei Restaurationen. Die Schmelzätzung erfolgt meist mit Phosphorsäure einer Konzentration von 35–37 %. Eine Konzentration von weniger als 30 % führt zur Ausfällung des gelösten Kalziums als Brushit und verhindert so ein retentives Ätzmuster.